# 도미야마 다카미쓰
도미야마 다카미쓰(일본어: 富山 貴光, 1990년 12월 26일 ~ )는 일본의 축구 선수이다. 현재 J2리그의 오미야 아르디자에서 뛰고 있다.

## 구단 경력
그는 2013년부터 J리그의 오미야 아르디자, 사간 도스, 알비렉스 니가타, 기라반츠 기타큐슈에서 뛰었다.

## 국가대표팀 경력
그는 2010년 아시안 게임에 참가할 일본 U-23 국가대표팀에 발탁되었으며, 금메달 획득에 기여했다.